# Мотков Максим Михайлович
Макси́м Миха́йлович Мотко́в (нар. 31 серпня 1969, Київ) — український артист балету.
Народний артист України (2007). Лауреат Премії імені А. Ф. Шекери у галузі хореографічного мистецтва (2008). Син народної артистки СРСР Валентини Калиновської.

## Життєпис
1987 — закінчив Київське державне хореографічне училище (викладач Володимир Андрійович Денисенко).
З 1987 — артист Національної опери України ім. Т. Г. Шевченка. Виконавець демікласичних партій. Учень Миколи Прядченка, Дмитра Клявіна.
2004 — закінчив Київський національний університет культури і мистецтв за фахом «хореограф».
Гастролював у Франції, Німеччині, Італії, Канаді, Японії, США, Іспанії, Швейцарії та ін. країнах світу.

## Партії
- Абдерахман («Раймонда» О. Глазунова)
- Базиль, Солор («Дон Кіхот», «Баядерка» Л. Мінкуса)
- Блазень («Легенда про любов» А. Мелікова)
- Зорба («Грек Зорба» М. Теодоракіса)[1]
- Імрек («Повелитель Борисфена» Є. Станковича)
- Кіт у чоботях («Спляча красуня»)
- Колен («Марна пересторога» Л. Герольда)
- Конрад («Корсар» А. Адама)
- Красс («Спартак» А. Хачатуряна)
- Кумен («Половецькі танці»)
- Князь, Паріс («Лілея» К. Данькевича)
- Майстер («Майстер і Маргарита»)
- Меркуціо («Ромео і Джульєтта» С. Прокоф'єва)
- Перелесник («Лісова пісня» М. Скорульського)
- Принц («Русалонька» О. Костіна)
- Ротбарт, Дроссельмейєр («Лебедине озеро», «Лускунчик» П. Чайковського)
- Суперник («Весна священна» І. Стравінського)
- Хозе, Цуніга («Кармен-сюїта» Ж. Бізе — Р. Щедріна)
- Чіполліно («Чіполліно» А. Хачатуряна)[2]
- Франц («Коппелія» Л. Деліба)
- Франц («Віденський вальс» Й. Штрауса)

## Визнання
- 1994 — лауреат Міжнародного конкурсу балету ім. С. Лифаря (перша премія)
- 1995 — заслужений артист України
- 2007 — народний артист України
- 2008 — лауреат Премії імені А. Ф. Шекери у галузі хореографічного мистецтва